# Milionářská daň
Pojem milionářská daň (v českém právním systému ji označujeme jako solidární daň) se používá pro daň, která zatěžuje pouze příjmy nad určitou výši. V České republice byla zavedena na začátku roku 2013 v reakci na ekonomickou krizi. Obvykle se jedná o zvýšení sazby daně z příjmu na všechny příjmy přesahující stanovenou částku. Solidární daň v České republice činí 7 % a týká se pouze fyzických osob. Z příjmů podléhajících solidární dani se neplatí sociální pojištění.

## Solidární daň v České republice

### Zavedení solidární daně
O solidární dani hovoří Zákon České národní rady o daních z příjmů (Zákon č. 586/1992 Sb.), a to konkrétně v paragrafu 16a:
§ 16a
Solidární zvýšení daně
(1) Při výpočtu podle § 16 se daň zvýší o solidární zvýšení daně.
(2) Solidární zvýšení daně činí 7 % z kladného rozdílu mezi
a) součtem příjmů zahrnovaných do dílčího základu daně podle § 6 a dílčího základu daně podle § 7 v příslušném zdaňovacím období a
b) 48násobkem průměrné mzdy stanovené podle zákona upravujícího pojistné na sociální zabezpečení.
(3) Vykáže-li poplatník u příjmů ze samostatné činnosti daňovou ztrátu, lze o ni pro účely odstavce 2 písm. a) snížit příjmy zahrnované do dílčího základu daně podle § 6.
Solidární zvýšení daně se však zavádí až Zákonem o změně daňových, pojistných a dalších zákonů v souvislosti se snižováním schodků veřejných rozpočtů (Zákon č. 500/2012 Sb. ze dne 19. prosince 2012, s platností od 27. prosince 2012 a s účinností od 1. ledna 2013). Do právního řádu bylo tedy solidární zvýšení daně implementováno na začátku roku 2013 v době ekonomické krize, na kterou toto opatření spolu s dalšími mělo reagovat. Od počátku se o této dani jednalo a bylo o ní uvažováno pouze jako o dani krátkodobé, trvající po dobu tří let (jak tomu ostatně nasvědčovala i důvodová zpráva zákona). Po roce 2015 však solidární zvýšení daně zrušeno nebylo, a zůstává tak ve stejné podobě. V roce 2018 podala ODS návrh na vyjmutí solidární daně pro lidi s vysokým příjmem, vládou ale tento návrh tehdy neprošel.
Důvodová zpráva
k Zákonu č. 500/2012 Sb. o změně daňových, pojistných a dalších zákonů v souvislosti se snižováním schodků veřejných rozpočtů
2. Odůvodnění hlavních principů navrhované právní úpravy
Usnesením vlády č. 275 ze dne 11. dubna 2012 k přípravě státního rozpočtu na léta 2013 až 2015 a k návrhu střednědobých výdajových rámců na léta 2013 až 2015 bylo uloženo ministru financí zpracovat novely příslušných zákonů v daňové oblasti. Dále bylo ministru práce a sociálních věcí uloženo sjednotit procesně a věcně dávky poskytované v oblasti bydlení pod jednu dávku. Hlavním důvodem všech níže uvedených opatření je zvýšení příjmů zejména státního rozpočtu a zefektivnění výdajů veřejných rozpočtů.
a) Solidární zvýšení daně z příjmů fyzických osob
Pro zdaňovací období let 2013 až 2015 bude zavedeno solidární zvýšení daně z příjmů fyzických osob (dále též „DPFO“) ve výši 7 % z nadlimitního příjmu. V daném případě se nejedná o zavedení dalšího daňového pásma pro daň z příjmů fyzických osob.

Daň se bude zvyšovat, pokud v příslušném zdaňovacím období součet příjmů zahrnovaných do dílčího základu daně ze závislé činnosti a funkčních požitků - tj. příjem hrubý, nikoli „superhrubá mzda“, a dílčího základu daně z podnikání a jiné samostatné výdělečné činnosti – tj. čistý příjem z podnikatelské nebo jiné samostatné výdělečné činnosti přesáhne v tomto zdaňovacím období 48násobek průměrné mzdy podle zákona č. 589/1992 Sb.

### Solidární daň v praxi

#### Solidární daň proOSVČ
Pro osoby samostatně výdělečně činné platí, že jejich roční zisk z podnikání nebo práce na živnostenský list nesmí přesáhnout hodnotu 1 672 080 Kč. Jakmile je tento limit překročen, musí daná osoba odvést 7 % z částky přesahující limit solidární daně. Zároveň se solidární daní odvádí i daň z příjmu ve výši 15 %.

#### Solidární daň pro zaměstnance
Pro zaměstnance byl v roce 2020 stanoven limit solidární daně na 139 340 Kč měsíční hrubé mzdy. Mimořádné odměny či odstupné jsou též započítávány do tohoto limitu. Pokud však příjem zaměstnanec překročí limit pouze v některých měsících a zároveň nepřekročí celkový roční limit, nemusí tuto daň uvádět ve svém daňovém přiznání. Pokud tedy zaměstnanec nepřekročí roční limit, bude mu solidární daň automaticky stržena pouze v těch měsících, ve kterých byl překročen měsíční limit. Zároveň zaměstnanec může požádat zaměstnavatele o roční zúčtování daně a odvedenou solidární daň za uplynulý rok získá zpět.

#### Výpočet
Daň se vztahuje pouze na příjmy fyzických osob a platí se pouze z takzvaného nadlimitního příjmu. Nadlimitním příjmem se zjednodušeně rozumí částka, o kterou součet příjmů fyzické osoby převyšuje zákonem stanovený limit. Tento limit se rovná 48násobku průměrné mzdy, která je stanovena zákonem (viz tabulka). Daň se v Česku platí jen z aktivních příjmů, tedy z rozhodných příjmů ze závislé činnosti (zaměstnání) a ze samostatné výdělečné činnosti a na takzvané pasivní příjmy se nevztahuje. Příjmy z pronájmu a příjmy z kapitálového majetku tak solidární dani nepodléhají, bez ohledu na dosaženou výši příjmů. Na zisk z prodeje nemovitosti se vztahuje podobné pravidlo.

#### Měsíční zálohy
Člověk při odvodu měsíční zálohové daně z příjmu odvádí i sedmiprocentní solidární daň, jestliže jeho hrubá mzda v daném měsíci překročí 1/12 limitu pro platbu solidární daně. V roce 2020 tato částka činí 139 340 korun. Někteří zaměstnanci však mohou mít v některém měsíci výjimečně vysokou hrubou mzdu, a odvedou tak v daném měsíci solidární daň, přestože jim nevzniká roční povinnost platby solidární daně. V takovém případě člověk během roku po provedeném ročním zúčtování daně nebo podaném daňovém přiznání obdrží odvedenou solidární daň zpět. Jestliže však zaměstnanci vzniká povinnost platit roční solidární daň, tj. roční hrubá mzda je nad limit, potom zaměstnanec nemůže požádat zaměstnavatele o provedení ročního zúčtování daně a musí si sám podat daňové přiznání.
| rok  | průměrná mzda v daném roce | měsíční limit (4 × průměrná měsíční mzda) | roční limit (48 × průměrná měsíční mzda) |
| ---- | -------------------------- | ----------------------------------------- | ---------------------------------------- |
| 2013 | 25 884 Kč                  | 103 536 Kč                                | 1 242 432 Kč                             |
| 2014 | 25 942 Kč                  | 103 768 Kč                                | 1 245 216 Kč                             |
| 2015 | 26 611 Kč                  | 106 444 Kč                                | 1 277 328 Kč                             |
| 2016 | 27 006 Kč                  | 108 024 Kč                                | 1 296 288 Kč                             |
| 2017 | 28 232 Kč                  | 112 928 Kč                                | 1 355 136 Kč                             |
| 2018 | 29 979 Kč                  | 119 916 Kč                                | 1 438 992 Kč                             |
| 2019 | 32 699 Kč                  | 130 796 Kč                                | 1 569 552 Kč                             |
| 2020 | 34 835 Kč                  | 139 340 Kč                                | 1 672 080 Kč                             |
| 2021 | 35 441 Kč                  | 141 764 Kč                                | 1 701 168 Kč                             |

### Kritika
Jedna z kritik se týká měsíčních odvodů za solidární daň, a to v situaci, kdy člověku vznikne v nějakém měsíci povinnost odvést zálohu na solidární daň, protože v daném měsíci překročil 1/12 ročního limitu (například kvůli odstupnému), ale roční povinnost platby solidární daně nevznikne, protože nepřekročí roční limit. V takovém případě budou zálohy vráceny a jedná se vlastně o bezúročnou půjčku fyzické osoby státu.

### Kolik se vybralo na solidární dani v České republice
| Rok  | Daně z příjmu fyzických osob celkem | Solidární zvýšení daně | Jakou část tvoří solidární zvýšení daně |
| ---- | ----------------------------------- | ---------------------- | --------------------------------------- |
| 2018 | 108 832 251 262 Kč                  | 5 784 542 587 Kč       | 5,32 %                                  |
| 2017 | 96 973 958 191 Kč                   | 5 482 286 857 Kč       | 5,65 %                                  |
| 2016 | 87 272 348 798 Kč                   | 5 415 790 723 Kč       | 6,21 %                                  |